# Era Filósica
La Era Filósica, o simplemente Filósico, es el primer período del tiempo geológico de Marte según la escala de tiempo alternativa. 
Dicha Era recibe su nombre por los filosilicatos, minerales ricos en arcillas, que caracterizan esa época. Abarca desde la formación del planeta hasta hace alrededor de 4000 millones de años. Para que los filosilicatos se hayan formado debe de haber existido un ambiente acuoso alcalino. Se piensa que los depósitos de esa era son los mejores candidatos para buscar evidencias de la existencia de vida en el pasado del planeta. El periodo equivalente en la Tierra sería el eón Hádico.